# Chorthippus giganteus
Chorthippus giganteus är en insektsart som beskrevs av Leo L. Mishchenko 1951. Chorthippus giganteus ingår i släktet Chorthippus och familjen gräshoppor. Inga underarter finns listade i Catalogue of Life.